# 熊谷瑠衣
熊谷 瑠衣（くまがい るい、男性、2000年6月24日 - ）は、日本の子役タレントである。埼玉県出身。

## 出演

### テレビドラマ
- 火曜ドラマゴールド マイ☆スイートホーム〜夢野大吉・夢を売ります〜（2007年、日本テレビ） - 夢野おさむ 役
- DRAMA COMPLEX P・ハート〜子供嫌いの小児科医物語〜（2006年、日本テレビ）
- 24時間テレビ 地震発生から92時間!〜小さな命を救ったハイパーレスキュー隊全記録〜再現（2006年、日本テレビ） - 優太 役
- 母親失格（2007年、フジテレビ）
- 家族〜妻の不在・夫の存在〜 2話（2006年、テレビ朝日・朝日放送） - おがわけんじ 役
- 土曜ワイド劇場 ショカツの女〜新宿西署・刑事課強行犯係（テレビ朝日）
- ハガネの女（2010年、テレビ朝日） - 橋本航太郎 役

### 映画
- ぼくのおばあちゃん（2008年）- 村田雄太 役

### CM
- TOTO リモデル（2006年） - 弟 役
- ライオン 部屋干しソフラン（2005年）
- 森永製菓 森永ミルクココア
- 永谷園 すし太郎
- 東洋羽毛 羽毛ぶとん
- 富士住建

## モデル

### ビデオパッケージ
- ベネッセ こどもちゃれんじ キューブパズル
- ベネッセ こどもちゃれんじ 犬の散歩

### スチール
- カシオ